# Litsea sericea
Litsea sericea là loài thực vật có hoa trong họ Nguyệt quế. Loài này được (Wall. ex Nees) Hook. f. miêu tả khoa học đầu tiên năm 1886.